# Сентимо

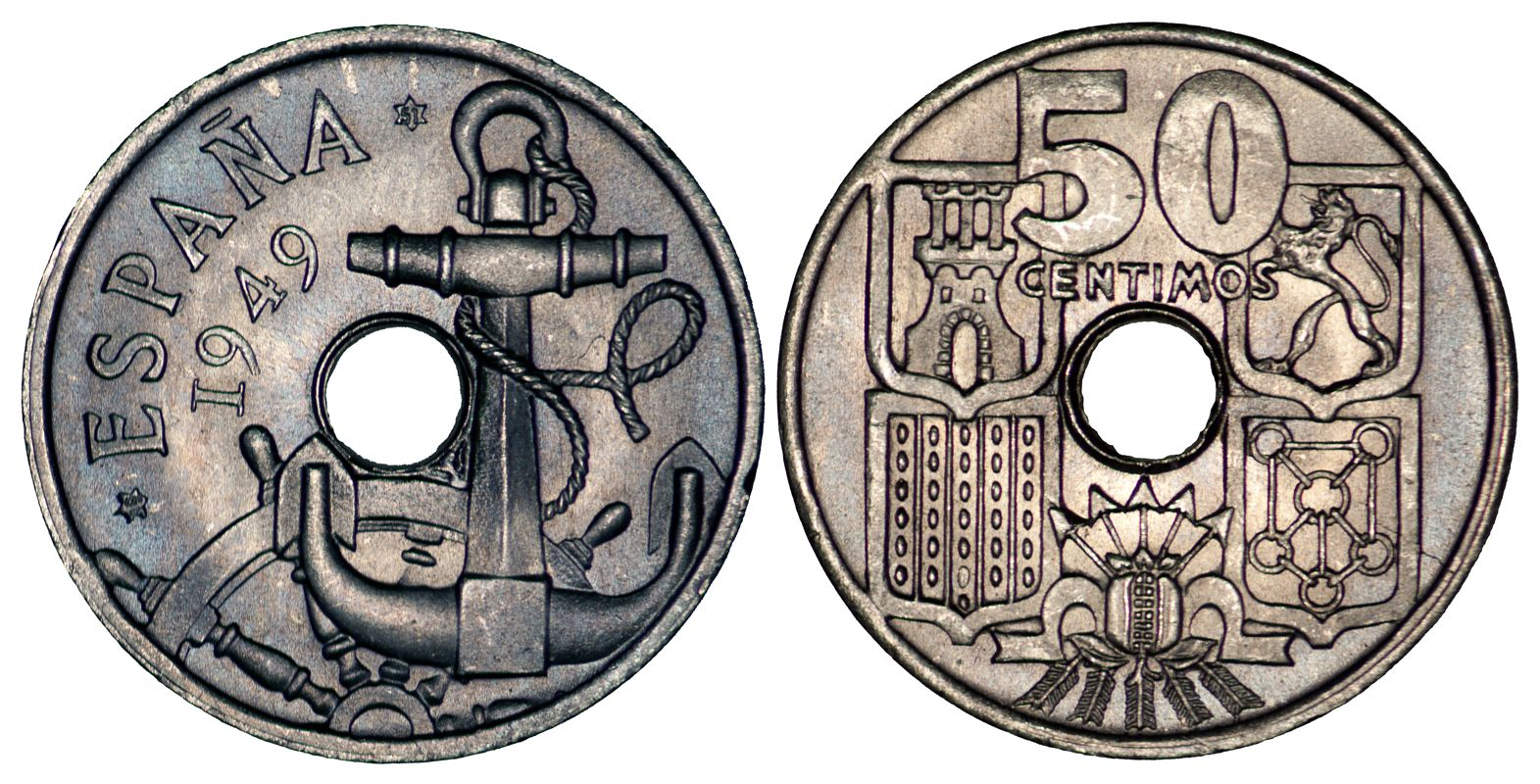
50 сентимо 1949 года, Испания

Сенти́мо (исп. céntimo, порт. cêntimo) — разменная монета ряда испано- и португалоязычных стран, во всех случаях равная 1⁄100 базовой валюты. Название происходит от латинского centum что означает «сто».

## Современные валюты, состоящие из сентимо

### Сентимо участвует в обращении в форме монет
| Государство / территория | Валюта                | Разменная единица | Номиналы в обращении          |
| ------------------------ | --------------------- | ----------------- | ----------------------------- |
| Ангола                   | Ангольская кванза     | порт. cêntimo     | монеты: 50 сентимо            |
| Венесуэла                | Венесуэльский боливар | исп. céntimo      | монеты: 50 сентимо            |
| Перу                     | Перуанский новый соль | исп. céntimo      | монеты: 5, 10, 20, 50 сентимо |
| Сан-Томе и Принсипи      | Добра                 | порт. cêntimo     | монеты: 10, 20, 50 сентимо    |
| Филиппины                | Филиппинское песо     | таг. sentimo      | монеты: 1, 5, 10, 25 сентимо  |

### Сентимо —счётная денежная единица
| Государство / территория | Валюта                | Разменная единица | Номиналы в обращении |
| ------------------------ | --------------------- | ----------------- | -------------------- |
| Коста-Рика               | Коста-риканский колон | исп. céntimo      | отсутствуют          |
| Парагвай                 | Парагвайский гуарани  | исп. céntimo      | отсутствуют          |

## Валюты, ранее состоявшие из сентимо
- Испанская песета (1869—2002) — до 1970-х годов, позже — в качестве расчётной единицы; в 2002 Испания перешла на евро